# Ada Prins
Dr. Ada Prins (Amsterdam, 18 september 1879 – Voorburg, 20 juli 1977) was in 1908 de eerste vrouwelijke doctor in de chemie.

## Biografie
Ada Prins promoveerde vrijdag 10 juli 1908 op het proefschrift: Vloeiende mengkristallen bij binaire stelsels aan de Universiteit van Amsterdam. Haar paranimf was Richard Roland Holst. Ze schreef samen met ir. Grada P. de Groot Leidraad voor de anorganische en organische scheikunde met de toepassing in industrie en huishouding. In 1935 verscheen de tweede druk bij Nijgh & van Ditmar N.V. Rotterdam. Ze schreef verder de Beknopte leidraad voor de qualitatieve chemische analyse, uitgegeven bij Scheltema & Holkema's Boekhandel en uitgevers-mij N.V. - Amsterdam. In 1952 verscheen de laatste, 7e verbeterde druk.
Prins had een jarenlange verhouding met de dichter Herman Gorter. Ze was een zus van de scheepsbouwer ir. Huibert Nicolaas Prins, op wiens begrafenis in 1939 zij namens de familie het woord voerde.